# Luz María Zetina
Luz María Zetina (Ciudad de México, 28 de mayo de 1973) es una actriz, conductora y exreina de belleza mexicana.

## Biografía
Luz María tiene cuatro hermanos, tres varones y una mujer. Su madre Cristina, se suicidó cuando la actriz tenía tres años. Tres años después se casó su padre Luis con Adriana. Tiene tres hijas, Isabella, Luciana y Fátima.  
Además, Luz María es apasionada por el yoga y la meditación. Actualmente está comprometida con Emilio Guzmán (novio de la adolescencia).

## Trayectoria y Fama
En 1994 participa y gana el concurso Nuestra Belleza México y en 1995 representó a su país en el certamen de belleza femenina Miss Universo en Windhoek, Namibia el 12 de mayo.
En 1995, después del concurso estudió actuación en el Centro de Educación Artística de Televisa. Después participó en el noticiario de mujeres En concreto. Su primer papel fue en la telenovela Ángela, al lado de Angélica Rivera, Jaqueline Andere y Juan Soler.
Posteriormente tuvo pequeños personajes en telenovelas pero fue hasta su participación en el programa Diseñador de ambos sexos cuando salta a la fama en 2001. LuzMa, como muchos la conocen, se retiró un tiempo de las pantallas para dedicarse a su familia y en 2007 marcó su regreso con gran éxito en la serie S.O.S.: Sexo y otros secretos. En este mismo año fue considerada por la revista Instyle como una de las 10 famosos más sexys a lado de figuras internacionales. En el mes de abril de 2008 se integra al programa Netas Divinas en sustitución de la conductora Martha Figueroa, y en el cual comparte pantalla con las conductoras Gloria Calzada, Isabel Lascuraín y Yolanda Andrade. Participó en la campaña «kilómetros de lucha» en apoyo a niños con cáncer. También actuó en la segunda temporada de la serie de televisión S.O.S.: Sexo y otros secretos en donde tuvo el papel protagónico de Maggie. Y a su vez en las grabaciones de la película Paradas continuas a cargo de la producción de su compañera en Netas Divinas, Gloria Calzada.
Hasta 2021 fue conductora del programa Sale el Sol por grupo Imagen Televisión junto a Carlos Arenas, Paulina Mercado, Roberto Carlo, entre otros.

## Filmografía

### Telenovelas
| Año  | Telenovela          | Personaje                 |
| ---- | ------------------- | ------------------------- |
| 1998 | Ángela              | Diana Gallardo Santillana |
| 1999 | Cuento de Navidad   |                           |
| 1999 | Tres mujeres        | Paloma                    |
| 1999 | Rosalinda           | Luz María                 |
| 2000 | Locura de amor      | Lorena                    |
| 2013 | Por siempre mi amor | Eugenia Arenas de la Riva |

### Series de televisión
| Año       | Programa                      | Personaje              |
| --------- | ----------------------------- | ---------------------- |
| 2001      | Diseñador de ambos sexos      | Carolina Carrera       |
| 2006      | Amor mio                      | Participacíon especial |
| 2007-2008 | S.O.S.: Sexo y otros secretos | Maggie                 |
| 2023      | Senda prohibida               | Clara                  |

### Cine
| Año  | Película                 | Personaje |
| ---- | ------------------------ | --------- |
| 2003 | Dame tu cuerpo           | Jackie    |
| 2008 | Paradas continuas        | Luisa     |
| 2016 | Angry Birds: La película | Matilda   |

### Teatro
| Año  | Obra                       |
| ---- | -------------------------- |
| 2001 | Cómo defraudar al Gobierno |
| 2008 | Chicas católicas           |

### Conducción
| Año  | Programa       | Datos                                                                                   |
| ---- | -------------- | --------------------------------------------------------------------------------------- |
| 1998 | En concreto    | Canal 4                                                                                 |
| 2005 | Viva la mañana | al lado de Alfredo Adame                                                                |
| 2008 | Netas Divinas  | sustituyendo a la conductora Martha Figueroa                                            |
| 2016 | Sale el Sol    | al lado de Mauricio Barcelata, Carlos Arenas y Paulina Mercado                          |
| 2020 | ¡Qué chulada!  | junto con Verónica Toussaint, Marta Guzmán, Mariana H, Mónica Noguera y Paulina Mercado |

### Participaciones especiales
| Año  | Participación                       | Datos                       |
| ---- | ----------------------------------- | --------------------------- |
| 2007 | Video de «No puedo olvidarla»       | Marco Antonio Solís         |
| 2007 | Nuestra Belleza México 2007         | Jurado                      |
| 2008 | Campaña «Kilómetros de Lucha»       | En apoyo a niños con cáncer |
| 2010 | Campaña «Todo es mejor en Familia»  | Vocera                      |
| 2010 | Campaña «L'bel Paris»               | Vocera                      |
| 2011 | Campaña «Desayuno Pampers»          |                             |
| 2011 | Reality «Los 15 que soñé»           | Jurado                      |
| 2011 | Programa «Miembros al Aire»         | Invitada                    |
| 2011 | Programa «Al Sabor del Chef»        | Invitada                    |
| 2011 | Fundación «Fernando Sánchez Mayans» | Modelo                      |

## Premios
| Año  | Categoría                                | Premio                 | Resultado      |
| ---- | ---------------------------------------- | ---------------------- | -------------- |
| 1994 | Finalista                                | Nuestra Belleza México | ganadora       |
| 2001 | actriz revelación en programa de comedia | Premio Bravo           | ganadora       |
| 2004 | revelación femenina                      | Diosas de Plata        | nominada       |
| 2007 | 'Corona al Mérito 2007'                  | Nuestra Belleza        | Reconocimiento |